# Realidad última
La realidad última o realidad suprema es "el poder supremo, final y fundamental de toda realidad". Esto puede superponerse con el concepto de lo Absoluto en ciertas filosofías.
Debido a su naturaleza, como concepto la Realidad última no puede ser explicada o entendida en su totalidad. Como sintetizó el filósofo  Nisargadatta Maharaj:  

«La realidad está más allá de las palabras. La llamas Dios, Brahman, śūnyatā o Tao... pero es como intentar contener el océano en un cubo»

## Filosofía griega
Anaximandro creía que la sustancia última del universo, generalmente conocida como arche, era el Ápeiron, una sustancia infinita y eterna que sería el origen de todas las cosas. Aristóteles sostenía que el motor inmóvil "debe ser un ser inmortal e inmutable, responsable en última instancia de toda la totalidad y el orden en el mundo sensible" y que su existencia es necesaria para sustentar el cambio cotidiano. En el neoplatonismo, como previamente en el pitagorismo, el primer principio de la realidad es "el Uno" o "la Mónada", que es un principio perfectamente simple e inefable que es la fuente del universo y existe sin multiplicidad y más allá del ser y el no ser. La física estoica llamaba a la sustancia primitiva del universo pneuma o Dios, que es todo lo que existe y una fuerza creativa que desarrolla y da forma al cosmos.

## Budismo
En el budismo theravada, el Nirvana es la última realidad, oculta por la avidya (ignorancia) a través de la ilusión de Mara.  El nirvana se describe en términos negativos; no está construido ni condicionado. En algunas corrientes del budismo mahayana, la naturaleza búdica o el Dharmakaya se considera la realidad última. Otras corrientes del budismo, en cambio  rechazan la noción budista de una realidad última, considerando todo lo existente como vacío (sunyata) de existencia inherente (svabhava)., incluido el concepto mismo de realidad última.
Respecto a este último concepto, si bien no es doctrinalmente aplicado de esta forma en el Budismo, si la no dualidad absoluta trasciende toda dicotomía conceptual, se puede postular que "el vacío seria igual al todo" y viceversa como la Realidad última no dual propiamente tal, si se considera al Todo como la expresión de un Vacío con potencial (similar al concepto de vacío cuántico en la física), y la No dualidad existencial como la no dualidad absoluta que va más allá de los conceptos para describirla; ya que el concepto de vacío budista dentro de la descripción de la realidad en el budismo No es la "nada" nihilista, sino la ausencia de la existencia inherente.
A partir de lo dicho, al Nirvana y a Sunyata como realidad última se pueden entender a través de la siguiente cita de Buda Gautama:

«Aquello que no tiene tierra, agua, fuego ni aire;  no es espacio infinito, ni conciencia infinita, ni nada; no es este mundo ni el otro;  no es sol ni luna. Eso, digo, no es venir ni ir,  no permanecer, morir o renacer. Es sin base, sin devenir: eso es el fin del sufrimiento»
Canon Pali,  (Sutta Nipata 5.6)

## Hinduismo
En el hinduismo, Brahman connota el principio universal más elevado, lo Absoluto del universo. En las principales escuelas de filosofía hindú, es la plenitud y la causa y origen material, eficiente, formal y final de todo lo que existe; siendo la base ontológica de todo lo existente. Es la verdad y la bienaventuranza omnipresentes, sin género, infinitas y eternas que no cambian, pero que son la causa de todos los cambios. Brahman como concepto metafísico es la única unidad vinculante detrás de la diversidad en todo lo que existe en el universo.
Los Upanishads usan la negación para señalar que Brahman no puede ser definido por atributos finitos. Por ejemplo:  

«Aquel que es el más allá del cual nada existe;  aquel a quien el aliento no alcanza,  aquel que ni siquiera el pensamiento puede abarcar...  
Neti neti ("no esto, no aquello"): no es así, no es así.  
Es inaprehensible, pues no puede ser aprehendido; indestructible, pues no puede ser destruido; no se le puede atar, no tiembla, no sufre»
Brihadaranyaka Upanishad (III.9.26)

De forma similar entre las corrientes más devocionales, se considera que las deidades principales, como Visnu, Shiva o Shakti (y sus variantes o avatares) en sus aspectos más elevados son el Paramatma, considerado igualmente como el estado de representación de la Realidad última. A la manifestación trascendental de Visnú, se le conoce como Mahavisnú y es considerada la fuente de la creación del universo. Se le describe como un océano cósmico donde residen innumerables universos. A la manifestación trascendental de Shivá, relacionada con el origen del universo y como la representación de la realidad última (el corazón universal), se le conoce como Paramashiva. A la manifestación trascendental de Shakti como forma suprema se le denomina Adi Shakti (también conocida como Adi Parashakti o Mahadevi), descrita como la fuente original de toda la energía. Al respecto algunas escuelas filosóficas ven estas diferentes interpretaciones como aspectos complementarios de una misma realidad suprema, sin una jerarquía estricta. Al no reconocer el ser humano la verdadera naturaleza (Paramatma), este queda atrapado en la ilusión de Maya producto de su ignorancia (avidya).
Otro punto de vista de la realidad suprema es el del Shivaísmo de Cachemira, especialmente en la escuela Trika, en la cual la vacuidad que la representa no se entiende como "mera ausencia" de existencia inherente (como en el budismo), sino como el Espacio de conciencia no objetivable (Paramashiva), el "vacío" que contiene todas las formas (la matriz de toda manifestación), pero no se reduce a ellas. Es el corazón palpitante de Shiva-Shakti, donde la creatividad y la quietud coexisten.

## Taoísmo
En el taoísmo, el Tao es el principio impersonal que subyace a la realidad. 
Es un principio y proceso metafísico que hace referencia a cómo se desarrolla la naturaleza, siendo un enigmático proceso de transformación. Se describe como la fuente de la existencia, un misterio inefable y algo que puede aprovecharse individualmente para el bien. Se considera que es "el flujo del universo" y la fuente de su orden y de su Qì ("energía vital"), pero no se la adora como deidad, aun cuando algunas interpretaciones creen que tiene el poder de bendecir o iluminar.
El no poder describirlo en su plenitud  es lo primero que el Tao te king enseña:

El Tao que puede ser nombrado no es el Tao eterno.

## Judaísmo
En el judaísmo la Realidad última es Dios (YHWH), quien es trascendente, inmutable, eterno y creador del universo. Se le describe como el único ser verdaderamente necesario y autosuficiente. Dios es único, trascendente e inefable, tal como se expresa en el Shemá Israel (Deuteronomio 6:4): 

"Escucha, Israel, el Señor es nuestro Dios, el Señor es uno"

.
Igualmente la expresión Yo Soy el que Soy se interpreta como la representación de la realidad última, en el que Dios existe por consigo mismo por sí mismo, es el Creador no creado, independiente de cualquier concepto, fuerza o entidad. Dios como realidad última crea el mundo ex nihilo (de la nada), como se narra en el Génesis. La Torá es vista como el "plan" divino para la creación. Así Dios establece un pacto (brit) con Israel a través de la Torá, marcando una alianza ética y espiritual. La justicia, la misericordia y la santidad son aspectos centrales de Su naturaleza (atributos de midat ha-din y midat ha-rachamim).
En la tradición filosófica judía (por ejemplo, Maimónides), Dios es absolutamente simple, sin composición, y su esencia es idéntica a su existencia. Según Maimónides, Dios es indescriptible (vía negativa) por lo que solo puede definirse por lo que no es (no es material, no es temporal, etc.).
En el misticismo judío (Cabalá), se habla de Ein Sof (el "Infinito"), que representa la realidad divina sin límites, incognoscible y fuente de todo.

## Cristianismo

### Doctrinas de Realidad última trinitaria
Al igual que en el Judaísmo, Dios es también la Realidad última, pero Dios es descrito en la Doctrina Católica, y en doctrinas a fines como uno en esencia, pero tres en personas (trinitas): Padre (Dios), Hijo (Jesús) y Espíritu Santo (como la Santa Trinidad). Este misterio define la Realidad última como una comunión de amor interpersonal. El Credo de Nicea (325 d. C.) formaliza esta doctrina: 

"un solo Dios en tres personas"

.
Aunque Dios es trascendente, también es inmanente y se ha revelado plenamente en Jesucristo. En la teología cristiana, la Realidad última no es solo el Ser necesario, sino también amor absoluto (ágape), que se comunica y participa en la historia humana a través de la encarnación, la redención y la gracia.
A través de la Trinidad, Dios se hace accesible (inmanencia) mediante la encarnación de Jesús, quien es "Dios y hombre" (Concilio de Calcedonia, 451 d. C.). Ello ya que Jesús, como Logos (Verbo, Juan 1:1), es el mediador entre lo divino y lo humano.
Respecto al Espíritu Santo, este actúa desde el principio (Génesis 1:2) como "aliento de Dios" que da vida. En la teología católica, es la fuerza que sostiene y renueva la creación.
Igualmente la teología cristiana habla de teosis (deificación), donde los creyentes participan de la naturaleza divina (2 Pedro 1:4).

La Iglesia es el "cuerpo de Cristo", extendiendo Su presencia en el mundo

.
Respecto a la Iglesia Ortodoxa, además de afirmar la Trinidad, la teología ortodoxa distingue entre la “esencia” inaccesible de Dios y su “energía” divina, la cual es la forma en que Dios se manifiesta en el mundo y en la vida del creyente. Esta distinción subraya el carácter místico de la experiencia de Dios, orientada hacia la theosis o divinización, en la que el ser humano es invitado a participar en la vida divina a través de la oración, la liturgia y los sacramentos.
Con relación a las iglesias pentecostales y carismáticas, su doctrina igualmente es trinitaria y se articula en torno a una experiencia vivencial y directa de lo divino, en torno a la figura  de Jesús y de su Padre Dios, pero igualmente en sus comunidades se destaca la presencia activa y dinámica del Espíritu Santo, quien se manifiesta a través de dones espirituales como el hablar en lenguas, la profecía y la sanación. 
De este modo, la Realidad última en estas comunidades se experimenta de forma intensa y personal, generando encuentros transformadores y una vivencia del misticismo en el aquí y ahora. Así, se enfatiza la importancia de una experiencia directa y emocional con Dios, que fortalece la fe, y promueve una vida caracterizada por el testimonio del poder transformador del Espíritu.

### Doctrinas de Realidad última no trinitaria
Los Testigos de Jehová rechazan la doctrina trinitaria y enfatizan a Jehová como el único Dios verdadero. En su cosmovisión, Jesucristo es considerado un ser creado y el Espíritu Santo es visto como la fuerza activa de Dios, en lugar de una entidad divina. Esta interpretación conduce a una comprensión de la Realidad última centrada en la supremacía exclusiva de Jehová

## Islam
En el Islam, la Realidad última se centra en la concepción de Alá (en árabe, Allah), entendido como el único Dios, creador y sustentador del universo. Su naturaleza y atributos se describen principalmente en el Corán y la tradición profética (Sunnah); y su principio central del islam es el Tawhid, la afirmación de que "No hay más dios que Alá". Rechaza cualquier asociación (shirk) de divinidades o intermediarios divinizados.
Alá como realidad última es único (wāḥid), eterno, omnisciente, omnipotente y omnipresente. Aunque está más allá de toda comprensión humana (al-Ḥaqq), también está cercano. 

"Está más cerca de ti que tu propia vena yugular"
(Corán 50:16)

.
Así como realidad última Alá (al igual que el Dios cristiano) crea todo ex nihilo (de la nada) y mantiene el control absoluto sobre el cosmos. El Corán enfatiza que la creación es un acto de Su voluntad: "Ciertamente, Su mandato es tal que, cuando Él desea algo, solo dice: '¡Sé!', y es" (Corán 36:82).  
Al respecto el Sufismo explora la unión espiritual con la realidad última de Alá mediante prácticas ascéticas, meditación y amor místico (ishq). Figuras como Rumi o Al-Ghazali destacan que el fin último es "conocer a Dios" (ma'rifat Allāh), aunque sin confundir la criatura con el Creador.
En el contexto sufí, se habla de Allah como Al-Haqq (uno de los 99 nombres de Allah, que significa "La Verdad" o "La Realidad"); un término que aparece en el Corán (22:6) y que filósofos como Ibn Arabi desarrollaron como la "Realidad Última".

"Eso es porque Allah es Al-Haqq, y Él da vida a los muertos, y Él tiene poder sobre todas las cosas"
Corán 22:6

.

## Zoroastrismo
En el Zoroastrismo, una de las religiones más antiguas del mundo, tiene una visión única de la Realidad última que se centra en el dualismo cósmico entre el bien y el mal, representado por dos principios opuestos pero no equivalentes: Ahura Mazda (el sabio señor, principio del bien) y Angra Mainyu (el destructor, principio del mal). Así, el universo está marcado por un conflicto cósmico entre estos dos principios. Los humanos tienen libre albedrío para elegir entre el bien (asha) y el mal (druj); y la Realidad última se define como la victoria final del bien sobre el mal, liderada por Ahura Mazda. 
Como realidad última Ahura Mazda es el dios supremo, creador de todo lo bueno, incluidos el cielo, la tierra, los seres humanos y el orden cósmico (asha); y representa la verdad, la justicia y la luz. Aunque es trascendente, está presente en el mundo a través de sus atributos y manifestaciones, como los Amesha Spenta ("Inmortales Santos"), que son emanaciones divinas que personifican virtudes como la bondad, la verdad y la inmortalidad.
Al final de los tiempos, Ahura Mazda triunfará como la verdadera realidad última y derrotará definitivamente a Angra Mainyu. El universo será purificado mediante un fuego cósmico, y todos los seres vivos alcanzarán la perfección y la inmortalidad. Ahura Mazda triunfará sobre Angra Mainyu, restaurando el orden perfecto y llevando a cabo el juicio final (Frashokereti).

## Representación
Según Dadosky, el concepto de "realidad última" es difícil de expresar en palabras, poesía, mitología y arte. La paradoja o contradicción se utiliza a menudo como medio de expresión debido al "aspecto contradictorio de la realidad última".
Según Mircea Eliade, la realidad última puede ser mediada o revelada a través de símbolos. Para Eliade la mente "arcaica" es constantemente consciente de la presencia de lo Sagrado, y para esa mente todos los símbolos son religiosos (revinculándose con el Origen). A través de los símbolos el ser humano puede obtener una "intuición" inmediata de ciertos rasgos de lo Sagrado inagotable. La mente hace uso de imágenes para captar la realidad última de las cosas porque la realidad se manifiesta de maneras contradictorias y, por lo tanto, no puede describirse mediante conceptos. Así, es la imagen como tal, como todo un conjunto de significados, lo que es "verdadero" (fiel, digno de confianza). Eliade afirma:

"lo sagrado equivale a un poder y, en última instancia, a la realidad. Lo sagrado está saturado de ser. Poder sagrado significa realidad y al mismo tiempo perdurabilidad y eficacia. La polaridad sagrado-profano se expresa a menudo como oposición entre lo real y lo irreal o pseudoreal. [...] Así es fácil comprender que el hombre religioso desee profundamente ser, participar de la realidad, estar saturado de poder"

Los símbolos comunes de la realidad última incluyen el árbol del mundo, el árbol de la vida, el microcosmos, el fuego y los niños.
Paul Tillich sostenía que Dios es la "base del ser" y algo que precede a la dicotomía sujeto-objeto. Consideró que Dios es lo que en última instancia preocupa a la gente, existencialmente, y que los símbolos religiosos pueden recuperar su significado incluso sin la fe en el Dios personal del cristianismo tradicional.

## Otras lecturas
- Neville, Robert C. (2001), Ultimate Realities: A Volume in the Comparative Religious Ideas Project, SUNY Press.

- Datos: Q65088854